# Феминистка история
Феминистката историята се отнася за повторно четене, препрочитането на историята от женска гледна точка.
Това обаче не е същото като на историята на феминизма, която е върху произхода и еволюцията на феминисткото движение, и също се различава от историята на жените, която акцентира върху ролята на жените в историческите събития. Целта на феминистка история е да се проучи и осветли женската гледна точка върху историята чрез преоткриването на жените писатели, художници, философи и т.н., за да се възстанови и да покаже значимостта на гласовете и изборът на жените в миналото.
Два специфични проблема, с които феминистка история опитва да се справи, са изключването на жените от историческа и философска традиция, и отрицателна характеристика на жените или женското в традицията, обаче, феминистка история не е само занимаващи се с въпросите на джендъра per se, а по-скоро с интерпретация на историята по един по-цялостен и балансиран начин.